# Concetta Damante
Concetta Damante, detta Ketty (Gela, 5 febbraio 1972), è una politica italiana, dal 13 ottobre 2022 senatrice della Repubblica per il Movimento 5 Stelle.

## Biografia
Nata a Gela (Caltanissetta), dove consegue la maturità classica al liceo ginnasio Eschilo e la laurea magistrale in scienze politiche all'Università di Catania nel 1998, è residente a Butera (Caltanissetta); dal 2006 al 2017 ha lavorato come esperta, all'interno dell'Assistenza tecnica, presso i dipartimenti regionali nella gestione ed attuazione dei fondi strutturali.
Tra il 2012 e il 2013 diventa un attivista del Movimento 5 Stelle (M5S), seguendo alcuni candidati del territorio e poi lavorando con il meet-up locale, organizzando banchetti informativi, agorà e assemblee pubbliche nonché focus tematici su ambiente, riconversione industriale e recupero della identità territoriale.
Alle elezioni comunali in Sicilia del 2015 si candida al consiglio comunale di Gela, tra le liste del M5S a sostegno del candidato sindaco Domenico Messinese, risultando tuttavia non eletta. Successivamente diventa assessore allo sviluppo economico e poi ai Servizi sociali, Istruzione e Sport nella giunta comunale di Gela guidata da Messinese, ruolo che ricopre fino alla fine 2015, con l'uscita del Movimento 5 Stelle dalla giunta a seguito dell'espulsione di Messinese dal partito.
Alle elezioni regionali in Sicilia del 2017 si candida con il M5S all'Assemblea regionale siciliana (Ars), a sostegno del deputato Ars uscente Giancarlo Cancelleri, ottenendo nel collegio di Caltanissetta 2.191 preferenze ma risultando la prima dei non eletti. Tuttavia il 4 dicembre 2019 diventa deputata all'Assemblea regionale siciliana, subentrando a Cancelleri stesso nominato viceministro delle infrastrutture e dei trasporti nel governo Conte II, andando a ricoprire l'incarico di segretaria del gruppo consiliare M5S all'Ars.
Alle elezioni politiche anticipate del 2022 viene candidata al Senato della Repubblica, tra le liste del Movimento 5 Stelle nel collegio plurinominale Sicilia - 01 in seconda posizione, risultando eletta senatrice. Nella XIX legislatura è segretaria della 5ª Commissione Bilancio e della Giunta delle elezioni e delle immunità parlamentari, oltreché membro della Commissione parlamentare per le questioni regionali, del Comitato parlamentare per i procedimenti di accusa e della Commissione parlamentare per il contrasto degli svantaggi derivanti dall'insularità, di cui il 5 marzo 2025 diventa segretaria.
L'11 dicembre 2023, con il rinnovo dei comitati politici del M5S, diventa membro del Comitato Città 2050 e PNRR (sicurezza e politiche per la casa).